# Pedro Gomes
Pedro Gomes este un oraș în Mato Grosso do Sul (MS), Brazilia.